# Schnelle Interventionsgruppe
Die Sondereinheit Schnelle Interventionsgruppe (SIG) ist in Österreich ein Teil der Schnellen Reaktionskräfte (SRK) der Bundespolizei, welche in allen Landespolizeidirektionen außer der Landespolizeidirektion Wien eingerichtet ist. Die Einrichtung der SIG erfolgte im Jahr 2021 gemeinsam mit der Aufstellung der SRK, welchen die bereits existierenden Bereitschaftseinheiten (BE) unterstellt wurden.

## Ausbildung
Das Einsatzspektrum ist zwischen streifenpolizeilichen Diensten und besonders gefährlichen Einsätzen, welche grundsätzlich durch das Einsatzkommando Cobra ausgeführt werden, angesiedelt. Die SIG wurden in allen Landespolizeidirektionen außer der Landespolizeidirektion Wien eingerichtet, in welcher bereits die WEGA existiert. Die Ausbildung erfolgt durch Trainer des EKO Cobra und der WEGA. Die Ausbildung zum SIG-Beamten dauert acht Wochen plus laufende Weiterbildung jeden Monat.

## Aufgaben
Aufgrund der positiven Erfahrungen während des Terroranschlags in Wien 2020 mit dem Einsatz der Sondereinheit WEGA, bei welchem der Attentäter nach wenigen Minuten gestoppt werden konnte, wurde das Konzept des Streifendienstes durch Spezialeinheiten auf ganz Österreich ausgeweitet, wodurch spezielle Einsatzkräfte nicht erst aus einer zentralen Polizeiinspektion ausrücken müssen, sondern schneller am Einsatzort sein können. Das Einsatzspektrum ist zwischen streifenpolizeilichen Diensten und besonders gefährlichen Einsätzen, welche grundsätzlich durch das EKO Cobra ausgeführt werden, angesiedelt. Grundsätzlich ist die SIG für jede besonders gefährliche Einsatzlage zuständig die nicht in den Bereich „Terror“ fällt, hierbei jedoch auch als Ersteinschreiter bis das EKO Cobra eintrifft.
Die SIG wurden in allen Landespolizeidirektionen außer der Landespolizeidirektion Wien eingerichtet, da hier bereits die WEGA existiert. Die Ausbildung erfolgt durch Trainer des EKO Cobra und der WEGA.